# 伊藤龍馬
伊藤龍馬（1988年5月18日—），日本男子網球選手。曾參加2010年和2014年亞洲運動會，其中2010年廣州亞運獲得單打和團體兩枚銅牌，2014年仁川亞運獲得團體銅牌。

## 挑戰賽決賽

### 單打: 8 (5–3)
| 圖例        |
| ----------- |
| 挑戰賽(5–3) |

| 結果 | No. | 日期           | 賽事          | 場地     | 對手                | 分數               |
| 亞軍 | 1.  | 2009年11月29日 | 日本 豐田市   | 室內地毯 | Uladzimir Ignatik   | 6–7(6–8), 6–7(3–7) |
| 冠軍 | 1.  | 2010年8月14日  | 巴西 巴西利亞 | 硬地     | Izak van der Merwe  | 6–4, 6–4           |
| 冠軍 | 2.  | 2010年11月28日 | 日本 豐田市   | 硬地     | 杉田祐一            | 6–4, 6–2           |
| 冠軍 | 3.  | 2011年4月4日   | 巴西 累西腓   | 硬地     | Tiago Fernandes     | w/o                |
| 亞軍 | 2.  | 2011年5月15日  | 釜山          | 硬地     | 杜迪·塞拉           | 2–6, 7–6(7–5), 3–6 |
| 冠軍 | 4.  | 2011年11月27日 | 日本 豐田市   | 硬地     | Sebastian Rieschick | 6–4, 6–2           |
| 冠軍 | 5.  | 2012年3月11日  | 日本 京都市   | 硬地     | Malek Jaziri        | 6–7(5–7), 6–1, 6–2 |
| 亞軍 | 3.  | 2012年4月29日  | 臺灣 高雄     | 硬地     | 添田豪              | 3–6, 0–6           |

### 雙打: 1 (0–1)
| Legend       |
| ------------ |
| 挑戰賽 (0–1) |

| 結果 | No. | 日期          | 賽事        | 場地     | 搭檔     | 對手                                | 分數                       |
| 亞軍 | 1.  | 2009年3月14日 | 日本 京都市 | 毯式 (i) | 鈴木貴男 | 阿薩姆-烏爾-哈克·奎雷西 马丁·斯拉纳 | 7–6(9–7), 6–7(7–3), [6–10] |

## 外部連結
- 伊藤竜馬（英文/西班牙文）的官方資料
- 伊藤竜馬的國際網球總會 職業／青少年 官方資料（英文）
- 伊藤竜馬的官方資料（英文）
- 官方部落格 （页面存档备份，存于）（日語）
- プレーヤー:伊藤 竜馬 - 日本テニス協会公式サイト[永久]（日語）